# Elecciones seccionales de Ecuador de 1947
Las elecciones seccionales de Ecuador de 1947 se realizaron para elegir los cargos de 16 presidentes de consejos provinciales, 16 consejeros provinciales, 17 alcaldes y 17 concejales municipales para el periodo 1947-1949.

## Resultados a presidente de Concejo Provincial
| Provincia       | Presidente               | Partido político |
| --------------- | ------------------------ | ---------------- |
| Azuay           | Luis Moreno Mora         | PCE              |
| Bolívar         |                          |                  |
| Cañar           |                          |                  |
| Carchi          |                          |                  |
| Chimborazo      |                          |                  |
| Cotopaxi        |                          |                  |
| El Oro          |                          |                  |
| Guayas          | Ernesto Jouvín Cisneros  | Independiente    |
| Imbabura        |                          |                  |
| Loja            |                          |                  |
| Los Ríos        |                          |                  |
| Manabí          | Oswaldo Loor Moreira     | PCE              |
| Napo Pastaza    |                          |                  |
| Pichincha       | Luis Bossano Paredes     | PSE              |
| Santiago Zamora |                          |                  |
| Tungurahua      | Alberto Salgado Vásconez |                  |

## Resultados a alcaldías
| Ciudad     | Provincia       | Alcalde elegido               | Partido político |
| ---------- | --------------- | ----------------------------- | ---------------- |
| Cuenca     | Azuay           | Enrique Arízaga Toral         | PCE              |
| Guaranda   | Bolívar         | César Alfonso Durango Ramírez |                  |
| Azogues    | Cañar           | Rafael María García Beltrán   |                  |
| Tulcán     | Carchi          | Luis Rosero Navarrete         | PCE              |
| Riobamba   | Chimborazo      | Gonzalo Dávalos Valdivieso    | PCE              |
| Latacunga  | Cotopaxi        | Rafael Cajiao Enríquez        | PCE              |
| Machala    | El Oro          | Diego Minuche Garrido         |                  |
| Esmeraldas | Esmeraldas      | Julio Plaza Ledesma           | PLRE             |
| Guayaquil  | Guayas          | Rafael Guerrero Valenzuela    | PLRE             |
| Ibarra     | Imbabura        | Luis Abraham Cabezas Borja    | PLRE             |
| Loja       | Loja            | Eduardo Mora Moreno           | PSE              |
| Babahoyo   | Los Ríos        | Pedro Rodríguez Suárez        |                  |
| Portoviejo | Manabí          | César Chávez Cañarte          | PCE              |
| Macas      | Santiago Zamora | Telmo Robalino                |                  |
| Napo       | Napo Pastaza    | Sebastián Narváez Auz         |                  |
| Quito      | Pichincha       | Alfonso Pérez Pallares        | PCE              |
| Ambato     | Tungurahua      | Neptalí Sancho Jaramillo      | PCE              |